# Littlebourne
Littlebourne – wieś w Anglii, w hrabstwie Kent, w dystrykcie Canterbury. Leży 6 km na wschód od miasta Canterbury i 94 km na wschód od centrum Londynu.
W 2001 miejscowość liczyła 1454 mieszkańców.
Wieś jest głównym miejscem akcji powieści Pod Anodynowym Naszyjnikiem autorstwa Marthy Grimes.